# Исак Амар
Исак Амар (Крагујевац, 30. август 1914 –  Београд 8. јун 1985) био је позоришни критичар, глумац и професор на Факултету драмских уметности у Београду - шеф Катедре за организацију (данас: Катедре за менаџмент и продукцију пoзoриштa, рaдијa и културe)

## Биографија
Дипломирао је на Правном факултету у Београду 1939. године.
Био је у заробљеништву у Немачкој током Другог светског рата. У логору је почео да се бави глумом.
По повратку у земљу је глумио у Народном позоришту у Нишу и у Београдском драмском позоришту.
Почео је да ради и на организационим пословима у позоришту, па је касније постао управник Савременог позоришта и председник Централног одбора Савеза синдиката радника уметности и културе Југославије.
Од 1961. године се бавио педагошким радом. Био је први шеф катедре за организацију и наставник предмета Организација сценско-уметничке делатности у звању доцента на Факултету драмских уметности у Београду.